# Pseudopanolis powelli
Pseudopanolis powelli là một loài bướm đêm trong họ Noctuidae.